# Мацуда, Эйдзи
Эйдзи Мацуда (яп. 松田英二, романизация исп. Eizi Matuda; 1894—1978) — мексиканский ботаник японского происхождения, доктор, профессор, эксперт по флоре южной Мексики, семействам ароидные, бромелиевые и другим.

## Биография
В 1911—1916 годах получил ботаническое образование в Императорском университете Тайхоку на Тайване (ныне Национальный университет Тайваня) под руководством Бундзо Хаяты.
В 1917—1921 годах занимал должность исследователя в отделе ботаники Национального института естественных наук на Тайване.
В 1922 году иммигрировал в Мексику, получил мексиканское гражданство в порядке натурализации в 1928 году.
С 1922 и до 1951 года проводил биологические исследования в одном из наименее исследованных штатов Мексики — Чьяпасе.
В 1949 году переехал в Мехико и занял пост профессора Национального автономного университета Мексики.
В 1962 году получил докторскую степень в Токийском университете.

## Избранные труды
- Matuda E. Las labiadas del Valle Central de México // Anales del Instituto de Biología, Universidad Nacional Autónoma de México. Serie botánica. — 1951. — Vol. 22. — P. 83—140. — ISSN 0185-254X.
- Matuda E. Las bromeliáceas de Chiapas // Anales del Instituto de Biología, Universidad Nacional Autónoma de México. Serie botánica. — 1952. — Vol. 23. — P. 85—153. — ISSN 0185-254X.
- Matuda E. Las dioscoreas de México // Anales del Instituto de Biología, Universidad Nacional Autónoma de México. Serie botánica. — 1953. — Vol. 24. — P. 279—390. — ISSN 0185-254X.
- Matuda E. Las aráceas mexicanas // Anales del Instituto de Biología, Universidad Nacional Autónoma de México. Serie botánica. — 1954. — Vol. 25. — P. 97—218. — ISSN 0185-254X.
- Matuda E. Las commelináceas mexicanas // Anales del Instituto de Biología, Universidad Nacional Autónoma de México. Serie botánica. — 1955. — Vol. 26. — P. 303—432. — ISSN 0185-254X.
- Matuda E. Las helechos del Valle de México y sus alrededores // Anales del Instituto de Biología, Universidad Nacional Autónoma de México. Serie botánica. — 1956. — Vol. 27. — P. 49—168. — ISSN 0185-254X.
- Matuda E. Las umbellíferas del Valle de México y sus alrededores // Anales del Instituto de Biología, Universidad Nacional Autónoma de México. Serie botánica. — 1957. — Vol. 28. — P. 85—141. — ISSN 0185-254X.
- Matuda E. Las ciperáceas del Valle de México y sus alrededores // Anales del Instituto de Biología, Universidad Nacional Autónoma de México. Serie botánica. — 1958. — Vol. 29. — P. 107—163. — ISSN 0185-254X.
- Matuda E. Las amarilidáceas y liliáceas del Valle de México y sus alrededores // Anales del Instituto de Biología, Universidad Nacional Autónoma de México. Serie botánica. — 1960. — Vol. 31. — P. 53—118. — ISSN 0185-254X.

## Названы в честь Эйдзи Мацуды
В честь Эйдзи Мацуды названы около 76 видов и 5 родов растений:
- Eizia Standl. (1940) (семейство Мареновые)
- Matudacalamus F.Maek. (1961) = Aulonemia Goudot (Злаки)
- Matudaea Lundell (1940) (Гамамелисовые)
- Matudanthus D.R.Hunt (1978) (Коммелиновые)
- Matudina R.M.King & H.Rob. (1973) = Eupatoriastrum Greenm. (Астровые)